# الجالية الجزائرية في فرنسا
تعدّ الجالية الجزائرية في فرنسا أكبر الجاليات الجزائرية في الخارج وذلك لأسباب تاريخية وجغرافية عدّة، منها الاحتلال الفرنسي للجزائر والذي استمر لأكثر من 130 عام وانتهى بالثورة الجزائرية على الاحتلال. مما أدى إلى اثر اجتماعي على الجزائرين والمناهج الدراسية لديهم.
ويبلغ تعداد الذين هاجروا حوالي 5 مليون، أربعة ملاين منهم في فرنسا والباقي موزع في نواحي شتى من بلاد العالم.
الهجرة الجزائرية في فرنسا، من الناحية القانونية، هو استقرار الأجانب القادمين من الجزائر في فرنسا من. لذلك تبدأ هذه الهجرة في 5 يوليو 1962 مع إعلان استقلال الجزائر عن فرنسا وما تلاه من إنشاء الجمهورية الجزائرية (2 سبتمبر 1962) والجنسية الجزائرية. قبل ذلك التاريخ، استخدم الفاعلون السياسيون مصطلح « النزوح»

## أسباب الهجرة
تُعزى حركة الهجرة المغاربية إلى فرنسا بشكل عام إلى عوامل الدفع. لم تكن هناك فرصة كبيرة للتنقل بحرية في جميع أنحاء المجتمع في الجزائر، لذلك كان الدافع وراء الكثيرين للهجرة إلى فرنسا من أجل حياة أفضل كما ساهم وجود فجوة في الفرص الاقتصادية بعد الاستعمار عندما تحررت الجزائر بعد ثورة التحرير الجزائرية في زيادة المهاجرين الجزائريين. بالإضافة إلى ذلك، هاجر بعض المغاربيين إلى فرنسا لأن لديهم حرية سياسية أكبر للاحتجاج على القمع الفرنسي في الجزائر مما كانت عليه في وطنهم.

## التاريخ
حدثت هجرة الجزائريين إلى فرنسا في موجات متعددة: من 1913 إلى 1921، ومن 1922 إلى 1939، ومن 1940 إلى 1954. خلال سنوات 1947-1953، على وجه التحديد، شهدت فرنسا تدفقاً كبيراً للمهاجرين المغاربيين. بلغ عدد المهاجرين الجزائريين الشرعيين 740.000 بين هذه السنوات
في الخمسينيات من القرن الماضي، بدأت الحكومة الفرنسية في تشجيع الهجرة الجزائرية نتيجة ضغوط الشركات. كان هذا الضغط ناتجًا جزئيًا عن نقص العمال في فرنسا بعد الحرب العالمية الثانية. في ديسمبر 1958، أُسس صندوق العمل الاجتماعي، الذي دعم المهاجرين الأفارقة من خلال تخصيص 500 مليون فرنك لملاجئ المهاجرين المغاربيين وسكنهم. ومع ذلك، كان وضع هؤلاء المهاجرين لا يزال مزريًا نتيجة عقود أصحاب العمل، الذين وظفوهم عمالًا بعقود. وبالتالي، فقد حصلوا على أجور منخفضة ولم يتلقوا سوى القليل من المساعدة الحكومية مقارنة بالعمال الآخرين. في النهاية، رُحل العديد منهم إلى إفريقيا. ومع ذلك، بحلول أواخر الخمسينيات من القرن الماضي، بدأ استقبال المهاجرين الجزائريين في فرنسا يفوق عدد الذين يرحلون، مما أدى إلى زيادة حادة في عدد السكان الجزائريين الفرنسيين.
في الستينيات، واصل الجزائريون محاولة الهجرة إلى فرنسا. حصل العديد من هؤلاء الأشخاص على تأشيرات عمل لمدة ثلاثة أشهر، مما يعكس نيتهم في العمل في فرنسا لفترة زمنية قصيرة قبل العودة إلى الوطن. ومع ذلك، اعتبرت الحكومة الفرنسية هذا بمثابة خطوة معادية، على افتراض أن هؤلاء المهاجرين يعتزمون البقاء في البلاد بشكل دائم. وهكذا، استمرت الحكومة في ترحيل الجزائريين بانتظام. لقد طُلب منهم أن يكون لديهم عنوان فرنسي للبقاء في البلاد، وهو ما كان يفعله معظم المهاجرين الجزائريين. ومع ذلك، لم يصدق المسؤولون ببساطة صحة وثائق هويتهم وأوراقهم ؛ وهكذا، في الستينيات، قامت الحكومة الفرنسية بترحيل 5-8٪ من المهاجرين الأفارقة. بحلول عام 1968  م، كان هناك 40 ألف أفريقي في فرنسا.

### من النزوح إلى الهجرة
عندما كانت الجزائر مستعمرة فرنسية، كان هناك تمييز جوهري بين المواطنة الفرنسية والجنسية الفرنسية. وهكذا، حتى عام 1947  م، كان «المسلمون» رعايا فرنسيون، وهو وضع يفصل بين الجنسية والمواطنة. هذا، في الواقع، يوجب عليهم التخلي عن الأحوال الشخصية للمسلمين مع الخضوع للقوانين الفرنسية وليس للشريعة الإسلامية. بتأثير من سانت سيمونيانس، تبنت الإمبراطورية الثانية قانون مجلس الشيوخ المؤرخ 14 يوليو 1865 الذي يسمح بـ « المسلمون الأصليون »من الجزائر ليصبحوا « مواطنين فرنسيين». في عام 1947  م، بعد دخول قانون لامين غوي وقانون 20 سبتمبر 1947المتعلة بالنظام الأساسي للجزائر، أصبح الجزائريون المسلمون مواطنين، تسميهم إدارة المسلمين الفرنسيين في الجزائر (FMA). ومع ذلك، في الجزائر الفرنسية لا يزال هناك اختلاف جوهري بين الوضع « مسلم »والوضع « الأوروبي ». في الواقع، إذا كان جميع السكان من الآن فصاعدًا مواطنين، فإنهم يصوتون، حتى الدستور الفرنسي ل عام 1958  م، في كليتين مختلفتين. من ناحية أخرى، في فرنسا الحضرية، لا يوجد فرق بين الوضعين ويستفيد الجزائريون من نفس الحقوق التي يتمتع بها سكان العاصمة دون الحاجة إلى التنازل عن أحوالهم الشخصية. لذلك فهم مهاجرون إقليميون مثل البريتونيين والكورسيكيين ولهم الحق في التصويت، ونفس الحقوق والواجبات التي يتمتع بها المواطنون الفرنسيون الآخرون. المادة 3 من قانون 20 سبتمبر 1947 محدد « عندما يقيم المسلمون الفرنسيون في فرنسا، فإنهم يتمتعون بجميع الحقوق المرتبطة بوضع المواطنين الفرنسيين، وبالتالي يخضعون لنفس الالتزامات. »
الهجرة في حد ذاتها تعني بالضرورة السكان الأجانب وليس الرعايا الفرنسيين من الجزائر (مرسوم كريميو) الذين يهاجرون إلى العاصمة (أو جزء آخر من الأراضي الوطنية). خلال الفترة ما بين 1830 و1848، التي سبقت إنشاء المقاطعات الفرنسية في الجزائر، لم يكن سكان الوصاية السابقة للجزائر (المستعمرات الفرنسية التي تأسست في الحماية العثمانية السابقة) من الجنسية الجزائرية. علاوة على ذلك، لأنهم بالتحديد فرنسيون، فإن « المسلمون » و« الأوروبيون» من الجزائر تم حشدهم في الجيش الفرنسي خلال الحربين العالميتين.

### نزوح المسلمون من الجزائر إلى الحواضر الفرنسية

#### الموجة الأولى للنزوح (1905-1918)
بدأت المرحلة الأولى من الهجرة الجزائرية إلى فرنسا عام 1905  م، حيث عملت القوى العاملة القبايلية في المصافي ومصانع النفط في مرسيليا أو كعاملين في الرصيف أو سائقي السفن. ثم وُظف مئات العمال الجزائريين في مناجم ومصانع الشمال وبا دو كاليه (درس جان رينيه جينتي هذه الهجرة)، وفي صناعات كليرمون فيران وباريس. منذ عام 1912  م، كان هناك حديث عن حركة هجرة حقيقية من 4000 إلى 5000 جزائري.
في شمال فرنسا، عمل حوالي 1500 جزائري من منطقة القبائل في المناجم مقابل راتب عادي ويستفيدون من تطبيق القوانين الاجتماعية في ذلك الوقت على القصر. يستقبل السكان بشكل عام العاملين، غالبًا مع الإعجاب بمعرفتهم وتفانيهم في العمل، فقد اندمجوا بسهولة في المجتمع من خلال تبني أسلوب حياة الفرنسيين على الرغم من بقائهم مرتبطين بتقاليدهم وثقافتهم في منطقة القبائل. في منطقة باريس، عملوا في البناء والأشغال العامة، والصناعات الكيماوية، ومصافي السكر، وشركة الحافلات، والسكك الحديدية والمترو. واستقروا في المدن واعادوا التجمع في مناطق معينة مثل مونمارتر.
تسارعت حركة الهجرة منذ عام 1913  م بفضل إلغاء تصريح السفر الذي كان مطلوبًا في ذلك الوقت للجزائريين وكان هناك في عام 1914  م ما يقرب من 13٬000 جزائري في فرنسا.

#### الموجة الثانية للنزوح
خلال الحرب العالمية الأولى، استخدمت فرنسا على نطاق واسع عمال وجنود الإمبراطورية الاستعمارية الفرنسية. مما شكل بعد ذلك ما يقرب من 80 ألف عامل و175 ألف جندي من الجزائر. من بين الـ175٬000 مجند، قُتل أو فُقد 35٬000 شخص وجرح 72٬000. يعمل الذين هم ليسوا في المقدمة في قطاعات حيوية للمجهود الحربي، وإنتاج الأسلحة، والهندسة، والطيران، والنقل، والمناجم، إلخ. إن مشاركة العمال المستعمَرين في المجهود الحربي معترف بها وهم يتمتعون بتعاطف الفرنسيين. في ذلك الوقت، كان يحتفل بأعياد المسلمين في فرنسا بأبهة معينة وكان هناك العديد من الزيجات المختلطة.

#### الموجة الثالثة للنزوح (1920-1939)
بعد الحرب، أعادت فرنسا 250,000 عاملوجندي من المستعمرات. منذ عام 1920  م، استؤنفت الهجرة، ودُمرت فرنسا جزئيًا، رغم أنها خرجت منتصرة إلا أن الحرب دمرتها،فناشدت عمال المستعمرات مرة أخرى. بين عامي 1919 و1931، كانت هناك هجرة جماعية. على مر السنين، مع العدد الهائل من الوافدين والمواطنين الجدد من الجزائر، انتشر القبايل في جميع قطاعات النشاط، فتجدهم في المطاعم والخدمات والاتصالات والترفيه. والنقل والإدارة. في حين أن المكون القبايلي لا يزال مهمًا بين المهاجرين الجزائريين، فإن آخرين، مثل سكان شمال غرب وهران، اكتسبوا زخمًا. خلال هذه الفترة أيضًا، ولدت أولى الحركات المناهضة للإمبريالية داخل مجتمع المهاجرين الجزائريين.

#### الموجة الرابعة للنزوح (1946-1954)
بعد عام 1945، استؤنف تدفق الهجرة، وشغل الجزائريون وظائف في المجالات التي سمحت بإعادة إعمار فرنسا والانتعاش الاقتصادي، مثل المناجم وصناعة الصلب، ولكن أيضًا الصناعة وبناء البنى التحتية الجديدة. وفقًا لدانييل لوفوفر، الأستاذ بجامعة باريس 8، يبدو أن الهجرة الجزائرية إلى فرنسا في الخمسينيات كانت بسبب الانفجار السكاني والفقر. في الواقع، في كتابه «عزيزتي الجزائر» الصادر عام 2005  م، يؤكد أن هذه الهجرة لا تلبي احتياجات العمل للاقتصاد الفرنسي خلال سنوات إعادة الإعمار أو الثلاثين عامًا المجيدة بل بالأحرى الوضع الرهيب الذي يعيش السكان المسلمون في هذا الوقت. الموارد غير كافية لإطعام السكان الذين يتزايد عددهم بسرعة. انتشر البؤس مما اضطر الجزائريون للهجرة لإطعام عائلاتهم. شجع مديرو المستعمرة هذه الهجرة لتخفيف الضغط الاجتماعي. غير أن الحواضر الفرنسية ترددت في قبول هؤلاء العمال الجدد، الذين ليس لديهم تدريب مهني، ولا يلبون مطالب الشركات. بالمقابل، يشير جيرار نويريل، في عمله «البوتقة الفرنسية (بالفرنسية: Le Creuset français)‏»، الذي يعتمد بشكل خاص على أعمال جورج ماوكو، إلى أن المهاجرين، وكثير منهم جزائريون، قاموا منذ الحرب العالمية الثانية ببناء 90 ٪ من الطرق السريعة الفرنسية، وماكنة من كل سبع ماكينات، وشقة من كل اثنتين.
منذ عام 1947، أصبح الجزائريون، رسميًا على الأقل، مواطنين، دعتهم إدارة «مسلمي الجزائر الفرنسيين» (FMA) وبدأوا في تنظيم أنفسهم سياسيًا وذلك في الأراضي القارية الفرنسية كما في الجزائر. لذلك لم يعودوا مهاجرين أجانب ولكن مهاجرين إقليميين مثل البريتونيين والكورسيكيين مع الحق في التصويت، نفس الحقوق والواجبات التي يتمتع بها المواطنون الفرنسيون الآخرون.

#### الموجة الخامسة للنزوح (1954-1962)
في عام 1954  م، شنت جبهة التحرير الوطني (FLN) حربا على «الاستعمار الفرنسي» وسيطرت على الهجرة، وحصلت حكومة غي موليت في عام 1956 على صلاحيات خاصة من البرلمان واستدعت جنود الاحتياط وأرسلت الوحدة إلى الجزائر. في 1958، تشكلت الحكومة المؤقتة للجمهورية الجزائرية (GPRA)،. حاول ديغول تفكيك جبهة التحرير الوطني وشبكات المقاومة التابعة لها، لكنه أخيراً تفاوض مع الحكومة الجزائرية المؤقتة، ووقع اتفاقيات إيفيان التي أنهت الحرب الجزائرية وصادقت على حرية التنقل بين الجزائر وفرنسا لمواطني البلدين.
تخلى جميع «الأوروبيين» تقريبًا (أو الأقدام السوداء) وآلاف المقاتلين «المسلمين» السابقين أو «الإحتياطيون» و«المساعدون» في الجيش الفرنسي (عمومًا الحركي) وعائلاتهم عن الجزائر التي أصبحت مستقلة، وعادوا إلى فرنسا. إذن، لا يتعلق الأمر بمسألة الهجرة بالمعنى الدقيق للكلمة لأن السكان المعنيين هم في معظمهم من الجنسية الفرنسية منذ قانون 1870 بالنسبة ليهود، وقانون 1889 للأوروبيين ومنذ عام 1947  م «للمسلمين». المصطلح المقبول هو مصطلح العودة إلى الوطن، وحقيقة أنهم لم يكونوا «مهاجرين» بل لاجئون فرنسيون من الخارج بطريقة ما. استخدمت الإدارة الفرنسية مصطلح «ما وراء البحار» في عام 2009  م بشكل خاص في إدارتها للأحوال المدنية للأرشيفات المتعلقة بالجزائر (1830-1962). ومع ذلك، كان على المسلمين، أثناء عودتهم إلى فرنسا، إعادة طلب الجنسية الفرنسية، وهو ما لم يُطلب من الفرنسيين الآخرين غير المسلمين. كان يجب عليهم قبل 22 مارس 1967، تسجيل إقرار بالاعتراف بالجنسية في فرنسا، والذي يسجله دوريًا الوزير المسؤول عن التجنس.

### الهجرة الجزائرية إلى فرنسا من عام 1962 حتى يومنا هذا

#### بداية الهجرة الجزائرية إلى فرنسا
بدأت الهجرة الجزائرية بعد الفترة التي أعقبت الجزائر الفرنسية وتتعلق بالمهاجرين من الجمهورية الجزائرية ذات السيادة المعلنة في يوليو 1962. بين عامي 1962 و1982، ارتفع عدد السكان الجزائريين الذين يعيشون في فرنسا من 350.000 إلى أكثر. 800 000 شخص

#### الموجة الثانية للهجرة (1980-1990)
تميزت هذه المرحلة بنهاية حرية التنقل وأن الرحلات ذهابًا وإيابًا لم تعد ممكنة، مما أجبر الجزائريين العاملين في فرنسا والذين يريدون البقاء هناك بجلب عائلاتهم. وبالتالي، فإن الدخول للأراضي الفرنسية تكون أساسًا من لم شمل الأسرة (أكثر من نصف الإدخالات)، أي وصول الزوج و/ أو الأطفال.
كانت الهجرة إلى فرنسا أيضًا لأسباب سياسية منذ بداية التسعينيات: فانتصار الجبهة الإسلامية للإنقاذ في الانتخابات البلدية في يونيو 1990، ثم في الجولة الأولى من الانتخابات التشريعية في ديسمبر 1991، والذي أدى إلى إنهاء العسكر الجزائري للعملية الانتخابية والحرب الأهلية، ولم يكن لكثير من الجزائريين، وخاصة المثقفين، مخرج آخر سوى الفرار، مما جعل منهم لاجئين سياسيين. قُدم أكثر من 100٬000 طلب للحصول على وضع اللاجئ السياسي بين عامي 1993 و2003. ومنحت فرنسا 19٬623 حقًا للجوء. وكانت ألمانيا الأكثر منحاً (44٬000). في حين منحت المملكة المتحدة 11٬600 منحة.

#### الهجرة الجزائرية اليوم
في عام 2011  م، سجل المعهد الوطني للإحصاء الدولي 465٬849 مهاجرًا جزائريًا (0.7 ٪ من إجمالي السكان) من بين 64،933،400 فرد موجود بشكل قانوني على الأراضي الفرنسية.
يمثل الأطباء الجزائريون 25 ٪ من إجمالي عدد الأطباء الأجانب الممارسين في المستشفيات الفرنسية، وفقًا لدراسة أجراها المجلس الوطني لنقابة الأطباء (CNOM).
وبحسب صحيفة لو باريزيان، فقد طردت السلطات الفرنسية 800 جزائري إلى بلدهم الأصلي في عام 2015  م، وهم من بين 10٬471 أجنبيًا، أوروبيين أو غير أوروبيين، المطرودين من فرنسا. إضافة إلى ذلك فإن الجنسية الجزائرية هي الثالثة من حيث عدد الأشخاص العائدين إلى الحدود (831) بعد رومانيا (2422) وألبانيا (1934)، تليها تونس (772) والمغرب (731).

## السكان
وفقًا لـ المعهد الوطني للإحصاء والدراسات الاقتصادية، 4.0 ٪ من الأطفال المولودين في عام 2015  م في العاصمة الفرنسية، أي 30،426 من 758،344، لديهم أب مولود في الجزائر، مع أعلى نسبة في مقاطعات سين سان دوني (10.5. ٪)، بوش دو رون (9.5٪)، الرون(8.3٪)، فال دو مارن (8.0٪)، تريتوار دي بلفور (7.3٪)، فال دواز (6.4٪)، غارون العليا (6.3٪)، أوت دو سين (6.2٪)، لوار (6.1٪)،فيين العليا (5.5٪)، إيسون(5٪)، 3٪)، باريس (5.1٪)، الشمال (5.0٪)، البرانيس الشرقية (4.7٪)، أوت رين (4.7٪)، إزار (4.6٪)، الإيفلين(4.4٪)، سين ومارن (4.1٪)، موزيل (4.1٪)، غارد (4.0٪)، الألب البحرية (3.7٪)، إيرو (3.7٪) ٪) دروم (3.7٪)
في خطاب ألقاه في 4 يوليو 2020 يطلب فيه اعتذارًا من فرنسا عن الفترة الاستعمارية، قدر الرئيس الجزائري أن فرنسا بها 6 ملايين شخص من أصل جزائري.

## العنصرية
في الخمسينيات من القرن الماضي، استخدمت الحكومة الفرنسية العنصرية كأداة لنزع الشرعية عن جهود الجماعات القومية الأفريقية. استخدمت الحكومة التوترات بين المجموعات المختلفة لتصوير المهاجرين الجزائريين على أنهم بربريون في الحملات الدعائية. كان هذا فعالاً بشكل كبير، وأثر سلبًا على الرأي العام بشأن المهاجرين الأفارقة. أظهر استطلاع عام 1953  م الذي أجراه المعهد الوطني للدراسات الديموغرافية أن سكان شمال إفريقيا والألمان احتلوا المرتبة الأخيرة في مستويات التعاطف مع المهاجرين. يتجسد هذا التأثير في مقال نشرته دورية L'Aurore الفرنسية، كتب فيه: «في باريس، سكان شمال إفريقيا متخصصون وصانعو الأحداث في الهجوم الليلي. العربي، على وجه التحديد، هو اللص الذي ينتظر المار المتأخر على ناصية الطريق ، والذي يضربه من أجل ساعة يد...»
في الستينيات، استمر هذا النوع من الدعاية العنصرية بمساعدة معاهد الصحة العامة. واستهدفوا المهاجرين الجزائريين مع مهاجرين أفارقة آخرين من موريشيوس ومالي ودول أخرى. ووجدت الدراسة التي نشرت في عام 1963، بعنوان «العمال السود في المنطقة الباريسية» (بالفرنسية: Les travailleurs noirs dans la region parisienne)‏ أوجز أسباب كون المهاجرين الأفارقة ليسوا مفيدون بالنسبة لفرنسا لأسباب الصحة العامة: «لقد اعتادوا على ارتداء أي شيء عمليًا في إفريقيا حيث تتراوح درجة الحرارة بين 90 و 100 درجة، وعندما يصلون إلى باريس، خاصة خلال فصل الشتاء البارد، يكونون أكثر عرضة للإصابة بأمراض مثل السل»
كما أشار هذا التقرير إلى أن الوجبات الغذائية التي يتناولها الأفارقة هي سبب لرفضهم عمالًا. كان لدى مسؤولي الصحة العامة هؤلاء انطباع بأن الأفارقة لا يأكلون سوى الأطعمة البسيطة مثل الأرز والفاصوليا، وبالتالي، لم يتمكنوا من تحمل عبء العمل الثقيل المطلوب منهم في فرنسا. في الواقع، تناول الأفارقة مجموعة متنوعة من الأطعمة الصحية والوجبات المتوازنة. جادل هذا التقرير كذلك بأن نقص الغذاء هذا يعني أن الأفارقة يعانون من الأمراض. وهكذا، كان يُطلب من المهاجرين الأفارقة في فرنسا حمل دفاتر تحتوي على معلومات طبية مفصلة، وغالبًا ما يوقفوهم المسؤولين الفرنسيين ويفحصونهم بشكل عشوائي.
أظهر هذا النوع من التحيز العنصري انتعاشًا في أواخر الثمانينيات وأوائل التسعينيات مع الحزب السياسي الفرنسي، الجبهة الوطنية. وتصدر زعيم الجبهة الوطنية جان ماري لوبان شعار «مليوني مهاجر ومليوني عاطل عن العمل». نُقل عن لوبان أيضًا قوله «نعم، أنا أؤمن بعدم المساواة العرقية... ليس لديهم جميعًا نفس القدرة على التطور». خلال هذا الوقت، حظرت الكتب التي يظهر فيها أطفال سود على الأغلفة. مع تقدم التسعينيات، نما نفوذ الجبهة الوطنية. سيطرت المجموعة سياسياً على مدينة طولون الفرنسية، ووعدت بحرمان المهاجرين الأفارقة الذين يعيشون في المدينة من السكن.

## الدين
بحسب الاستطلاع الوطني لعام 2020 الذي أجراه وبحسب الاستطلاع الوطني لعام 2020 الذي أجراه المعهد الوطني للإحصاء والدراسات الاقتصادية، فإن 64% من الفرنسيين من أصل جزائري يعتنقون الإسلام؛ في الوقت نفسه، اعتنق 4% من الفرنسيين من أصل جزائري المسيحية، منهم 3% كاثوليك و1% مسيحيون آخرون (دون مزيد من التحديد). أعلن 32% من الفرنسيين من أصل جزائري أنهم لادينين. وبحسب نفس الاستطلاع، فإن 89% من الأشخاص المولودين في الجزائر والذين يعيشون في فرنسا يعتنقون الإسلام.

## الأعراق

### عرب
العرب يشكلون غالبية الجزائريين الذين يعيشون في فرنسا.

### الأمازيغ
يشكل الأمازيغ في فرنسا نسبة كبيرة من الجالية الجزائرية في البلاد. أما الأمازيغ في فرنسا فمعظمهم من المسلمين مع وجود أقلية مسيحية تقدر أعدادهم بين 40,000-60,000.

### يهود
بعد استقلال الجزائر عام 1962  م، غادر معظم يهود الجزائر، بعد أن مُنحوا الجنسية الفرنسية عام 1870  م، مع الأقدام السوداء. انتقلت الغالبية العظمى إلى فرنسا، وانتقل الباقي إلى إسرائيل. اليوم، معظم اليهود في فرنسا من أصول مغاربية.

### أتراك
هناك عدة آلاف من الأتراك الجزائريين الذين يعيشون في فرنسا، وقد هاجروا أو انحدرو من أبوين جاءوا إلى البلاد من الجزائر بدلاً من تركيا. ساهم بعض الجزائريين من أصول تركية في الفنون والرياضة والسياسة في فرنسا. على سبيل المثال، ولدت نفيسة سيد كارا، التي كانت أول وزيرة في الجمهورية الفرنسية الخامسة وأول امرأة مسلمة على الإطلاق تشغل منصب وزيرة في حكومة فرنسية، في عائلة من أصل تركي والتي تشكلت في الجزائر؛ كان شقيقها شريف سيد كارا سياسيًا وطبيبًا بارزًا أيضًا. من بين السياسيين الفرنسيين البارزين الآخرين من أصل تركي جزائري مراد كاوة الذي شغل منصب نائب الجزائر من 1958 إلى 1962. ومن بين الكتاب البارزين ليلى شلبي المغربية المولد والدها جزائري تركي حصل على الجنسية الفرنسية. ومصطفى حسيان الذي ولد في الجزائر لأسرة تركية ويقيم حاليًا في باريس. وليلى صبار من أصل تركي من خلال جدتها من الأب. كما يوجد العديد من الرياضيين البارزين من أصول تركية جزائرية، بما في ذلك لاعب القفز بالزانة السابق والأولمبي باتريك عبادة وكذلك لاعبي كرة القدم بنيامين ستامبولي ومصطفى ستامبولي. تزعم مصادر عديدة أن الممثلة إيزابيل أدجاني هي من أصل تركي جزائري من جهة الأب.

## شخصيات ملحوظة
| زين الدين زيدان | كريم بنزيما | Sandra Laoura | رشيد أرحب       | رايس مبولحي | سمير نصري     | نبيلة الرمضاني |
| ميدي السعدون    | آمال بنت    | رشيدة داتي    | الشاب خالد      | كاد ميراد   | ليلى بختي     | حفصية حرزي     |
| إيزابيل أدجاني  | طاهر رحيم   | مجيد بوقرة    | أيسيلد لي بيسكو | رياض محرز   | نبيلة بن عطية | لالجيرينو      |
| مدين ‏           | كيف أدامز   | زاهو          | كيليان مبابي    |             |               |                |

## روابط خارجية
- وضع المسلمين في الجزائر الاستعمارية، الجنسية الفرنسية المشوهة في La Justice en Algérie 1830-1962، La Documentation française، Collection Histoire de la Justice، Paris، 2005، ص. 95-10

- مبادئ وقيم الجمهورية الفرنسية
- كتيب الجنسية :
- "Le livret du citoyen" [كتيب الجنسية]. وزارة الداخلية الفرنسية. مؤرشف من الأصل في 2020-11-12. اطلع عليه بتاريخ 2020-09-09.
- "Les conjoints de Français" [أزواج فرنسيون]. وزارة الداخلية الفرنسية. مؤرشف من الأصل في 2020-10-21. اطلع عليه بتاريخ 2020-09-09.
- جريدة الجالية الجزائرية.